# Horst Mahler
Horst Mahler (Haynau, Baixa Silesia, 23 de gener de 1936 — Berlín, 27 de juliol de 2025) va ser un advocat alemany, conegut per haver estat membre fundador en la dècada dels 70 de l'organització revolucionària Fracció de l'Exèrcit Roig. Als noranta va adoptar posicions conservadores, àries i nacionalistes, i es va convertir en neonazi i antisemita.

## Biografia
Fill d'una família militant del NSDAP i petitburgesa –son pare era dentista– Mahler va recolzar en la seva joventut els moviments esquerrans alemanys. Va ser un dels membres fundadors de la Fracció de l'Exèrcit Roig (RAF) en 1970 i va participar en robatoris i en la fuga de presó d'Andreas Baader. Va fugir, com molts altres militants d'aquest partit, als campaments palestins a Jordània. Finalment va romandre empresonat durant diversos anys en aquest país, i després a Alemanya.
El 8 d'octubre de 1970, va ser arrestat a costat de Brigitte Asdonk, Ingrid Schubert, Irene Goergens i Monika Berberich. Durant el procés judicial va ser defensat per Otto Schily, que de 1998 a 2005 esdevindrà Ministre Federal de l'Interior durant el govern de Gerhard Schröder.
A principi de la dècada de 1980, gràcies al seu nou advocat Gerhard Schröder (futur Canceller d'Alemanya), va ser alliberat després d'haver complert dos terços de la condemna, i el 1987 es va reincorporar al Col·legi d'Advocats d'Alemanya. Però durant la seva detenció, Mahler va canviar d'opinió política. L'agost de 2000, es va unir al Partit Nacional Demòcrata d'Alemanya (NPD), un partit alemany d'extrema dreta, i va recolzar obertament les seves idees.
Va ser condemnat en nombroses ocasions entre 2004 i 2009 pels tribunals alemanys per negar l'Holocaust i fer apologia del nazisme.
El juliol de 2015 va ser excarcerat per raons de salut. El 19 d'abril de 2017, Mahler havia de reingressar a presó a causa d'una sèrie d'irregularitats comeses durant la seva detenció, però es va escapar del país. Considerat un fugitiu, després d'intentar trobar asil polític a Hongria, escrivint personalment una carta a Viktor Orbán va ser arrestat el 15 de maig de 2017 a Sopron i lliurat a les autoritats alemanyes el 13 de juny.